# Sultanato di Ifat
Il Sultanato di Ifat (o dell'Ifat) fu uno Stato islamico  medievale situato nelle regioni orientali del Corno d'Africa, tra il tardo XIII secolo e il primo XV secolo. Guidato dalla dinastia dei Ualasmà originaria del Hegiaz, si incentrava sull'antica città di Zeila, e governata su parti degli odierni stati di Etiopia orientale, Gibuti e Somalia del nord.

## Sultani di Ifat
|    | Sovrano                                   | Durata del regno | Note |
| -- | ----------------------------------------- | ---------------- | --- |
| 1  | Sultano ʿUmar DunyaHuz                    | 1185 - 1228      | Fondatore della dinastia Walashma, fu soprannominato ʿAdūnyo or Wilinwīli                                                                                                 |
| 2  | Sultano ʿAli "Baziwi" ʿUmar               | 1228 - 12??      | Figlio di ʿUmar DunyaHuz |
| 3  | Sultano ḤaqqudDīn ʿUmar                   | 12?? - 12??      | Figlio di ʿUmar DunyaHuz |
| 4  | Sultano Ḥusein ʿUmar                      | 12?? - 12??      | Figlio di ʿUmar DunyaHuz |
| 5  | Sultano NasradDīn ʿUmar                   | 12?? - 12??      | Figlio di ʿUmar DunyaHuz |
| 6  | Sultano Mansur ʿAli                       | 12?? - 12??      | Figlio di ʿAli "Baziwi" ʿUmar |
| 7  | Sultano JamaladDīn ʿAli                   | 12?? - 12??      | Figlio di ʿAli "Baziwi" ʿUmar |
| 8  | Sultano Abūd JamaladDīn                   | 12?? - 12??      | Figlio di JamaladDīn ʿAli |
| 9  | Sultano Zubēr Abūd                        | 12?? - 13??      | Figlio di Abūd JamaladDīn |
| 10 | Māti Layla Abūd                           | 13?? - 13??      | Figlia di Abūd JamaladDīn |
| 11 | Sultano ḤaqqudDīn Naḥwi                   | 13?? - 1328      | Figlio di Naḥwi Mansur, e nipote di Mansur ʿUmar |
| 12 | Sultano SabiradDīn Maḥamed "Waqōyi" Naḥwi | 1328 - 1332      | Figlio di Naḥwi Mansur, sconfitto dall'imperatore Amde Seyon d'Abissinia, che lo sostituì col fratello JamaladDīn come vassallo.                                          |
| 13 | Sultano JamaladDīn Naḥwi                  | 1332 - 13??      | Figlio di Naḥwi Mansur, re vassallo sotto Amde Seyon |
| 14 | Sultano NasradDīn Naḥwi                   | 13?? - 13??      | Figlio di Naḥwi Mansur, re vassallo sotto Amde Seyon |
| 15 | Sultano "Qāt" ʿAli SabiradDīn Maḥamed     | 13?? - 13??      | Figlio di SabiradDīn Maḥamed Naḥwi, si ribellò contro l'imperatore Newaya Krestos dopo la morte di Amde Seyon, ma la ribellione fallì e fu rimpiazzato dal fratello Aḥmed |
| 16 | Sultano Aḥmed "Harbi Arʿēd" ʿAli          | 13?? - 13??      | Figlio di ʿAli SabiradDīn Maḥamed, accettò il suo ruolo di vassallo e rimase fedele a Newaya Krestos, ed ha quindi avuto poco riguardo dagli storici musulmani            |
| 17 | Sultano Ḥaqquddīn Aḥmed                   | 13?? - 1374      | Figlio di Aḥmed ʿAli |
| 18 | Sultano SaʿadadDīn Aḥmed                  | 1374 - 1403      | Figlio di Aḥmed ʿAli, ucciso nell'invasione abissina di Ifat sotto Yeshaq I                                                                                               |